# Eupanacra hollowayi
Eupanacra hollowayi là một loài bướm đêm thuộc họ Sphingidae. Nó được tìm thấy ở Đông Nam Á, bao gồm Malaysia, Borneo và Thái Lan.